# Jamaica
|  | Per a altres significats, vegeu «Jamaica (desambiguació)». |

Jamaica (en crioll jamaicà: Jumieka) és un estat insular de les Grans Antilles, de 240 km de llargada i un màxim de 80 km d'amplada. L'illa de Jamaica està situada al mar del Carib, a 150 km de Cuba i a 180 km de l'illa de la Hispaniola. És el tercer país de parla anglesa més poblat d'Amèrica, després dels Estats Units i el Canadà.
El nom de Jamaica prové d'una conjunció del terme que utilitzaven els aborígens, Xaymaca: illa de les fonts o terra dels boscs i aigües. Més tard, sota domini espanyol, s'anomenà Santiago, i després passà a ser colònia de l'imperi Britànic amb el nom de British West Indies Crown colony of Jamaica.

## Geografia i medi ambient

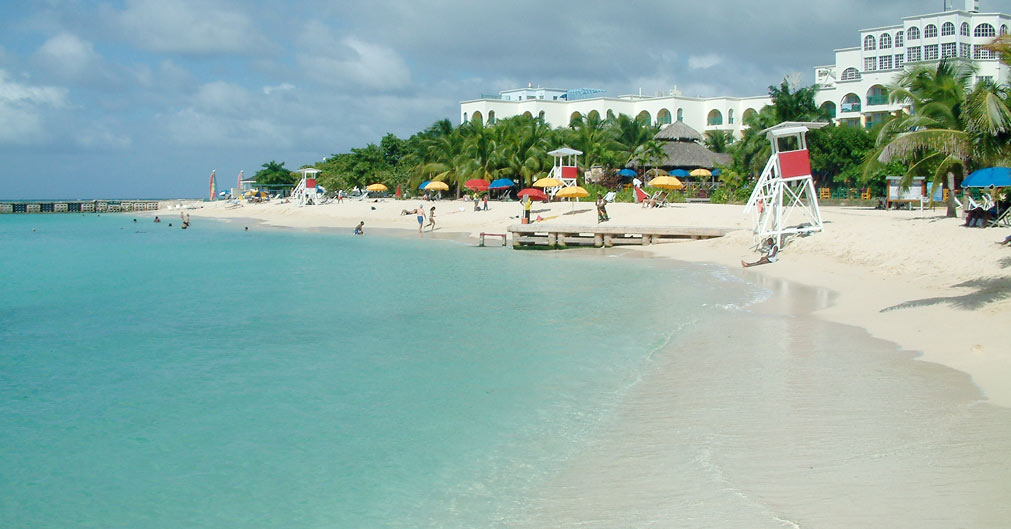
Doctor's Cave Beach Club és una destinació popular a Montego Bay.

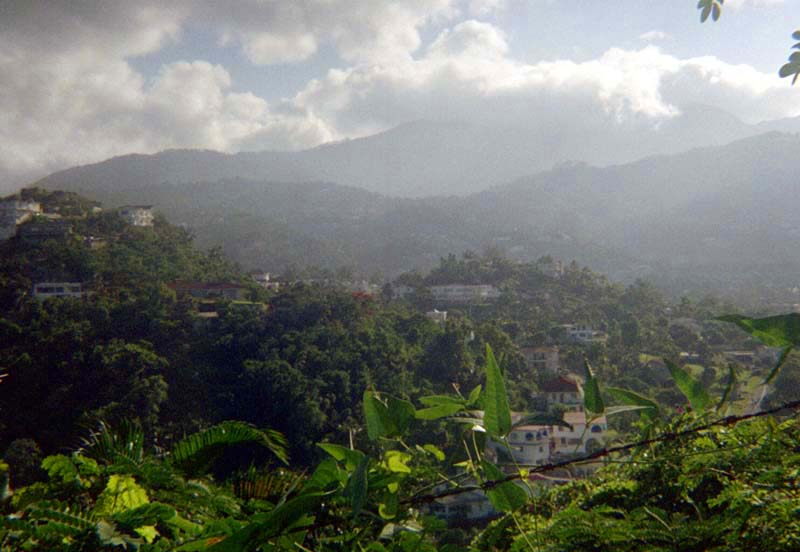
Muntanyes Blaves

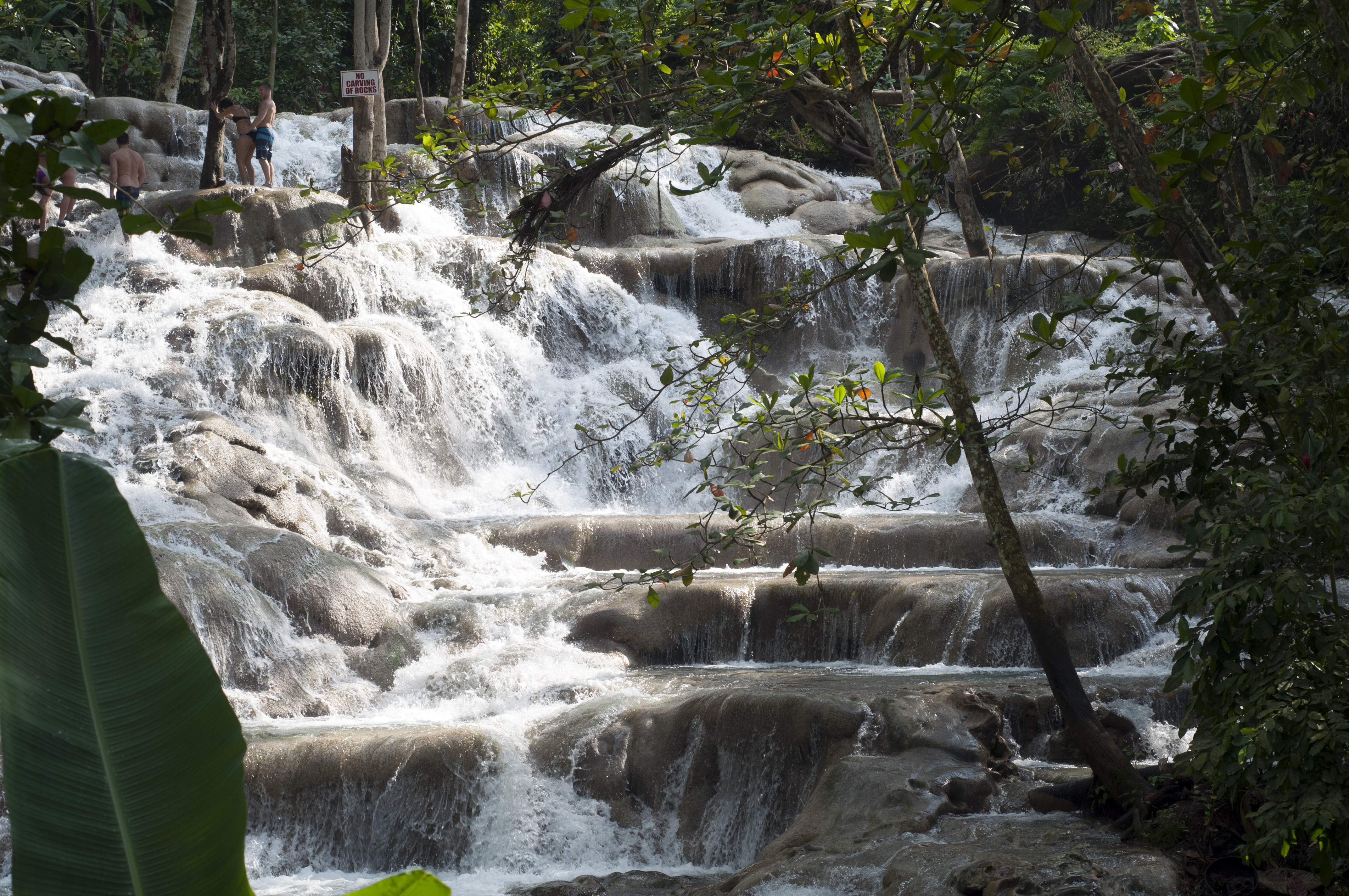
Les pintoresques cascades del riu Dunn a Ocho Ríos

Classificació climàtica de Köppen de Jamaica.

Jamaica és la tercera illa més gran del Carib. Es troba entre les latituds 17° i 19° N i les longituds 76° i 79° O. Les muntanyes dominen l'interior: les muntanyes de Don Figuerero, Santa Cruz i May Day a l'oest, les muntanyes Dry Harbour al centre i les muntanyes John Crow i les muntanyes blaves a l'est, aquestes darreres conté el Blue Mountain Peak, la muntanya més alta de Jamaica. a 2.256 m. Estan envoltats per una estreta plana costanera. Jamaica té dues ciutats, la primera és Kingston, la capital i centre de negocis, situada a la costa sud i la segona és Montego Bay, una de les ciutats més conegudes del Carib pel turisme, situada a la costa nord. Kingston Harbour és el setè port natural més gran del món, que va contribuir a que la ciutat fos designada com a capital el 1872. Altres ciutats destacades són Portmore, Spanish Town, Savanna la Mar, Mandeville i les ciutats turístiques d’Ocho Ríos, Port Antonio i Negril.
Les atraccions turístiques inclouen Dunn's River Falls a St. Ann, YS Falls a St. Elizabeth, Blue Lagoon a Portland, un cràter d'un volcà adormit, i Port Royal, lloc d'un gran terratrèmol el 1692 que va ajudar a formar el tòmbol de Palisades de l'illa.
Entre la varietat d'ecosistemes terrestres, aquàtics i marins hi ha boscos calcaris secs i humits, selva tropical, boscos de ribera, aiguamolls, coves, rius, prats marines i esculls de corall. Les autoritats han reconegut l'enorme importància i el potencial del medi ambient i han designat algunes de les zones més fèrtils com a protegides. Entre les àrees protegides de l'illa es troben les reserves forestals de Cockpit Country, Hellshire Hills i Litchfield. El 1992, el primer parc marí de Jamaica, amb una superfície de gairebé 15 km², es va establir a Montego Bay. L'àrea protegida de Portland Bight va ser designada el 1999. L'any següent es va crear el Parc Nacional Blue and John Crow Mountains, que ocupava aproximadament 450 km² d'una zona salvatge que alberga milers d'espècies d'arbres i falgueres i animals rars.

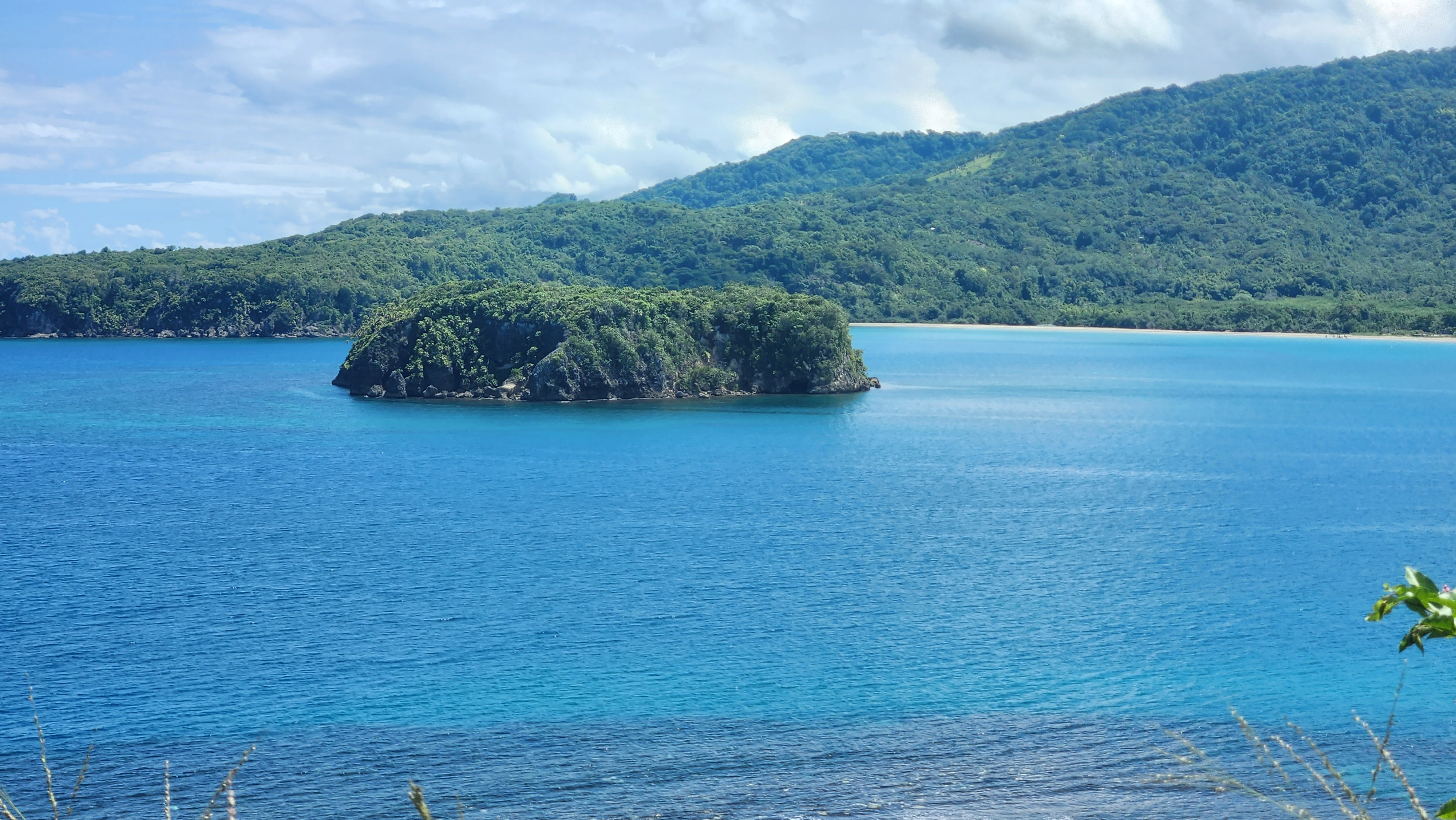
Part de la badia de Maria i l'illa de Cabarita des de Fort Haldane

Hi ha diverses illes petites a la costa de Jamaica, sobretot les de Portland Bight com Pigeon Island, Salt Island, Dolphin Island, Long Island, Great Goat Island i Little Goat Island, i també Lime Cay situat més a l'est. Molt més lluny: uns 50-80 km de la costa sud: es troben els molt petits Cays Morant i Pedro Cays.

### Clima

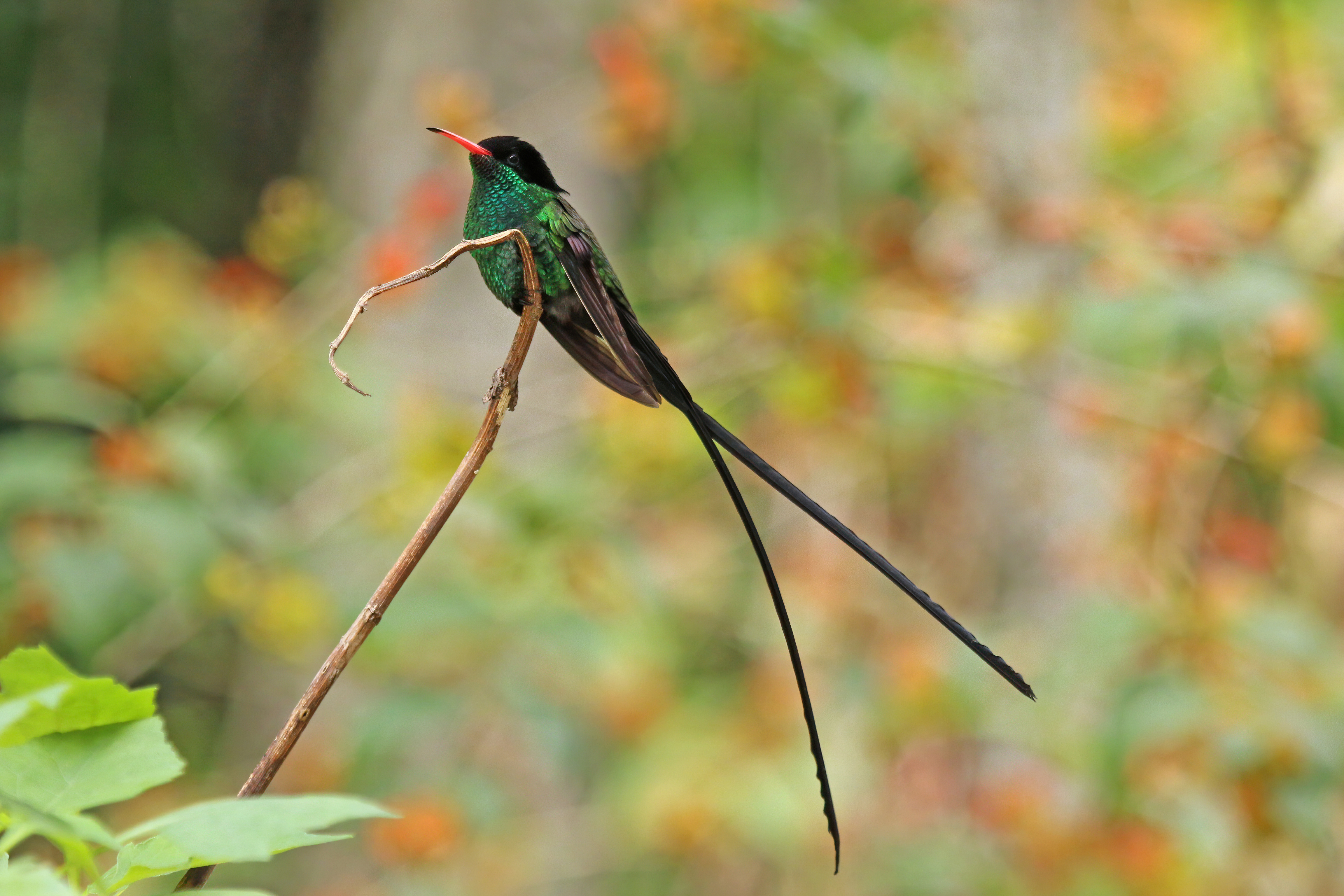
L'ocell nacional de Jamaica, una Colibrí cua de cinta bec-roig

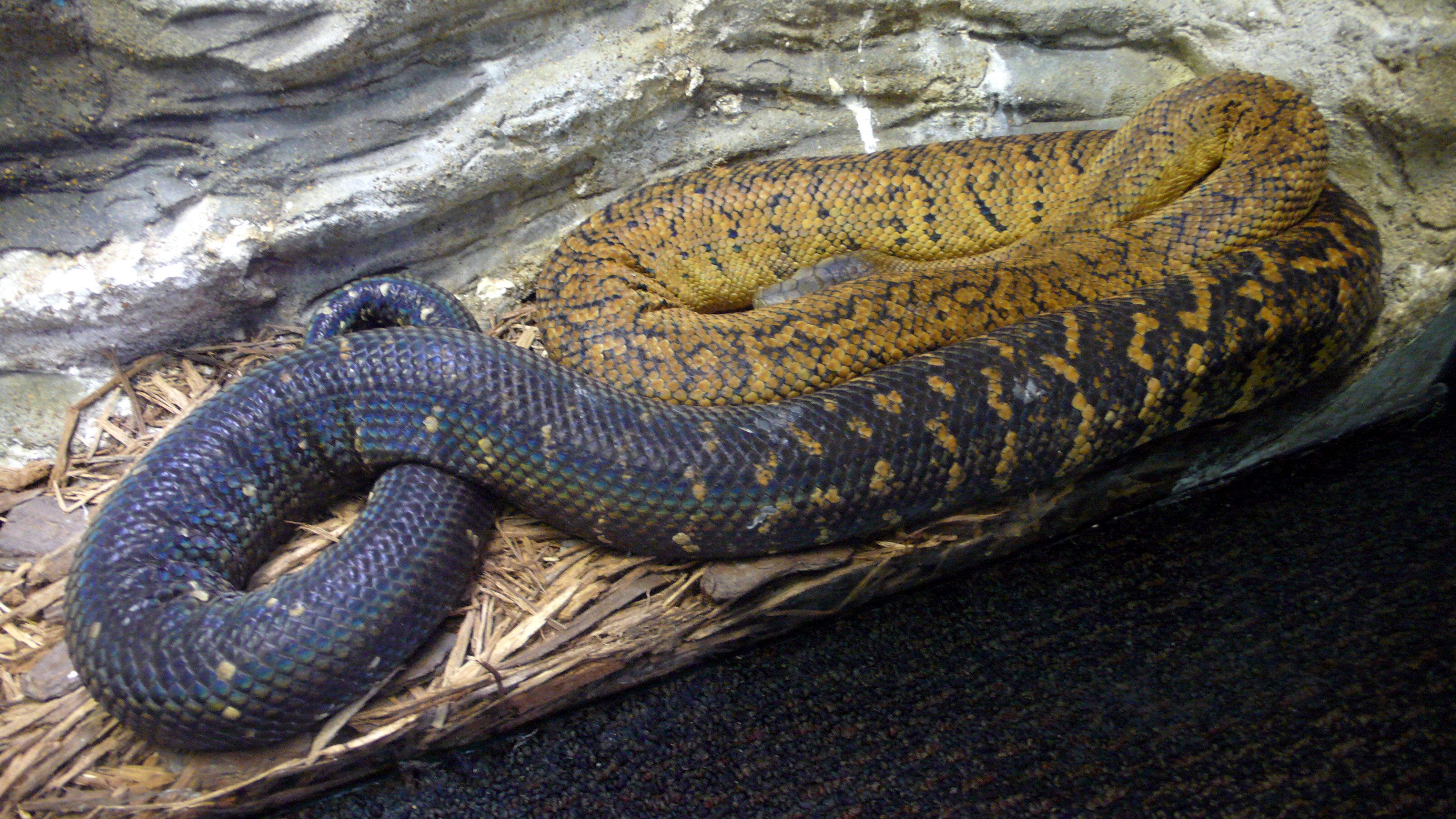
boa jamaicana

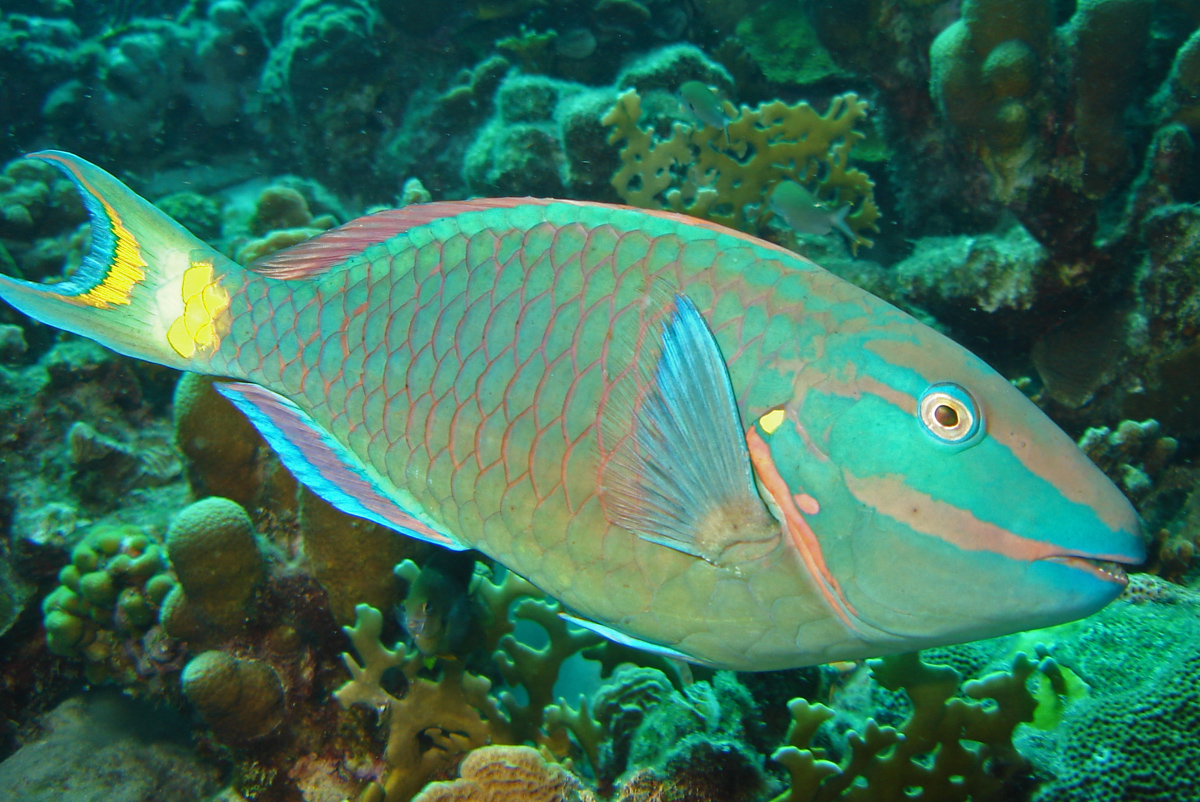
Peix lloro de Jamaica

El clima de Jamaica és tropical, amb un clima càlid i humit, encara que les regions interiors més altes són més temperades. Algunes regions de la costa sud, com la plana de Liguanea i la plana de Pedro, són zones d'ombra de pluja relativament seques.
Jamaica es troba al cinturó d'huracans de l'oceà Atlàntic i, per això, l'illa de vegades pateix danys importants per tempesta. Els huracans Charlie i Gilbert van colpejar Jamaica directament el 1951 i el 1988, respectivament, causant danys importants i moltes morts. A la dècada del 2000, els huracans Ivan, Dean i Gustav també van portar a l'illa el mal temps.
El clima de Jamaica és tropical, donant suport a ecosistemes diversos amb una gran quantitat de plantes i animals. La seva vegetació ha canviat considerablement al llarg dels segles; quan els espanyols van arribar el 1494, llevat de petites clarianes agrícoles, el país estava profundament boscós. Els colons europeus van talar els grans arbres de fusta per a la construcció i el subministrament dels vaixells, i van netejar les planes, les sabanes i els vessants de les muntanyes per a un intens conreu agrícola. Es van introduir moltes plantes noves, com ara la canya de sucre, els plàtans i els cítrics.

### Flora i fauna
Jamaica acull unes 3.000 espècies de plantes amb flors autòctones (de les quals més de 1.000 són endèmiques i 200 són espècies d’orquídies), milers d'espècies de flora sense flors i uns 20 jardins botànics, alguns dels quals tenen diversos centenars d'anys. Les zones de fortes pluges també contenen rodals de bambú, falgueres, banús, caoba i palisandre. Els cactus i plantes similars de la zona seca es troben al llarg de la zona costanera sud i sud-oest. Parts de l'oest i el sud-oest consisteixen en grans prats, amb rodals d'arbres dispersos. Jamaica és la llar de tres ecoregions terrestres, els boscos humits de Jamaica, els boscos secs de Jamaica i els manglars de les Grans Antilles. El 2019 tenia una puntuació mitjana de l'Índex d'Integritat del Paisatge Forestal de 5,01/10, la qual cosa la situava en el lloc 110 a nivell mundial de 172 països.
La fauna de Jamaica, típica del Carib, inclou una fauna molt diversificada amb moltes espècies endèmiques. Igual que amb altres illes oceàniques, els mamífers terrestres són majoritàriament diverses espècies de ratpenats, de les quals almenys tres espècies endèmiques es troben només a Cockpit Country, una de les quals està en risc. Altres espècies de ratpenats inclouen els ratpenats que mengen figues i els ratpenats de cua peluda. L'únic mamífer autòcton no ratpenat que existeix a Jamaica és l'hutia jamaicà, conegut localment com el coney. També són freqüents els mamífers introduïts com el senglar i la petita mangosta asiàtica. Jamaica també acull unes 50 espècies de rèptils, la més gran de les quals és el cocodril americà; tanmateix, només és present dins del riu Negre i algunes altres zones. Llangardaixos com els anoles, les iguanes i les serps com els corredors i la boa jamaicana (la serp més gran de l'illa), són comuns a zones com el Cockpit Country. Cap de les vuit espècies de serps natives de Jamaica és verinosa.
Jamaica acull unes 289 espècies d'ocells de les quals 27 són endèmiques, incloent-hi l'amazona de Jamaica becfosca en perill d'extinció i la quíscal de Jamaica, ambdues només es troben a Cockpit Country. També és la llar indígena de quatre espècies de colibrís (tres de les quals no es troben enlloc del món): el colibrí cua de cinta becnegre, el mango de Jamaica, el colibrí nan verdós i el  cua de cinta bec-roig. La cua de bec-roig, coneguda localment com "l'ocell metge", és el símbol nacional de Jamaica. Altres espècies notables inclouen el todi de Jamaica i el flamenc rosat,
Una espècie de tortuga d'aigua dolça és nativa de Jamaica, el lliscant jamaicà. Només es troba a Jamaica i en algunes illes de les Bahames. A més, a l'illa són comuns molts tipus de granotes, especialment les granotes arboricoles.
Les aigües de Jamaica contenen recursos considerables de peixos d'aigua dolça i salada. Les principals varietats de peixos d'aigua salada són el scomberomorus cavalla, els Caràngids, el verat, el merlà, el bonítol i la tonyina. Els peixos que de tant en tant entren en entorns d'aigua dolça i estuaris inclouen el ronc, l'epinephelus itajara, el peix emperador gris i els mugílids. Els peixos que passen la major part de la seva vida a les aigües dolces de Jamaica inclouen moltes espècies de vivípars d'aquari vius, peixos morts, gobi d'aigua dolça, el mullet de muntanya i l'anguila americana. La tilàpia s'ha introduït des d'Àfrica per a l'aqüicultura i és molt comuna. També són visibles a les aigües que envolten Jamaica els dofins, els escàrids i el manatí en perill d'extinció.
Els insectes i altres invertebrats són abundants, inclòs el centpeus més gran del món, l'Scolopendra gigantea. Jamaica és la llar d'unes 150 espècies de papallones i arnes, incloses 35 espècies autòctones i 22 subespècies. També és la llar nativa de la papilio homerus, la papallona més gran de l'hemisferi occidental.

## Història
Jamaica va ser descoberta per Cristòfor Colom el 1494, i va ser posteriorment ocupada per Diego Colom (fill del descobridor), el 1509. Anglaterra va introduir-hi el cultiu de la canya de sucre el 1655 després de la reeixida invasió de Jamaica durant la Guerra anglo-espanyola. Espanya va reconèixer la possessió anglesa de Jamaica i les illes Caiman en el Tractat de Madrid de 1670. El 7 de juny de 1692 un terratrèmol va destruir la ciutat de Port Royal. L'abolició de l'esclavitud, el 1833, va provocar grans problemes en el sistema de plantacions. La plantació de plàtans va ser introduïda el 1870, fet que va marcar la instal·lació de grans empreses estrangeres dedicades a l'explotació de la fruita com la United Fruit Company.
Entre el 1958 i el 1962 va formar part de la Federació de les Índies Occidentals. El 1962 va aconseguir independitzar-se del Regne Unit, dins de la Commonwealth.
Un creixement econòmic important, aproximadament d'un 7% anual, va marcar els primers deu anys d'independència amb governs conservadors liderats pels primers ministres Alexander Bustamante, Donald Sangster i Hugh Shearer. Aquest creixement econòmic estava molt lligat a les inversions en la bauxita, el turisme, les manufactures i, en menor mesura, l'agricultura. El 1972 un canvi de govern, unit a la conjuntura econòmica mundial, va provocar que l'economia decaigués d'una manera acusada, de manera que el PIB de 1982 va caure fins a nivells de 1972. En les successives legislatures de Michael Manley va créixer el deute extern, la qual cosa propicià mesures d'austeritat recomanades pel Fons Monetari Internacional.

## Grups ètnics i etnicitats
La majoria dels jamaicans són afrodescendents. Cal destacar-hi els col·lectius dels igbos a Jamaica i els coromantins (d'origen àkan).

## Política
La Constitució jamaicana, promulgada el 1962, va establir un sistema de govern parlamentari, segons el model de la Gran Bretanya. El primer ministre és el cap de l'executiu. El monarca britànic és el cap de l'Estat i està representat per un governador general, el qual és nomenat segons el consell del primer ministre.

## Subdivisió administrativa

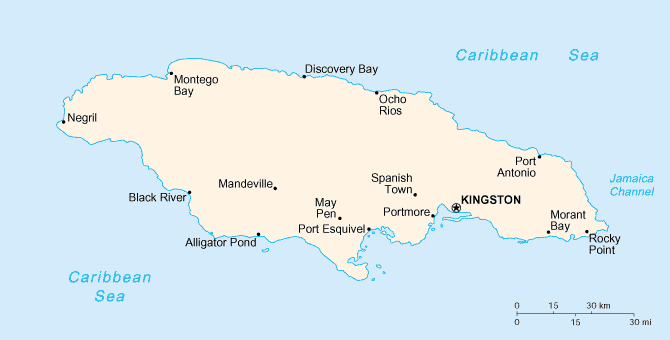
Mapa de Jamaica (en anglès)

Jamaica està dividida en tres comtats i catorze parròquies:
| Parròquies de Jamaica |                     | Parròquia                    | Superfície km² | Població 2001 | Capital         |
| --------------------- | ------------------- | ---------------------------- | -------------- | ------------- | --------------- |
| Parròquies de Jamaica | Comtat de Cornwall  |                              |                |               |                 |
| Parròquies de Jamaica | 1                   | Parròquia de Hanover         | 450,4          | 67.037        | Lucea           |
| Parròquies de Jamaica | 2                   | Parròquia de Saint Elizabeth | 1.212,4        | 146.404       | Black River     |
| Parròquies de Jamaica | 3                   | Parròquia de Saint James     | 594,9          | 175.127       | Montego Bay     |
| Parròquies de Jamaica | 4                   | Parròquia de Trelawny        | 874,6          | 73.066        | Falmouth        |
| Parròquies de Jamaica | 5                   | Parròquia de Westmoreland    | 807,0          | 138.947       | Savanna-la-Mar  |
| Parròquies de Jamaica | Comtat de Middlesex |                              |                |               |                 |
| Parròquies de Jamaica | 6                   | Parròquia de Clarendon       | 1.196,3        | 237.024       | May Pen         |
| Parròquies de Jamaica | 7                   | Parròquia de Manchester      | 830,1          | 185.801       | Mandeville      |
| Parròquies de Jamaica | 8                   | Parròquia de Saint Ann       | 1.212,6        | 166.762       | Saint Ann's Bay |
| Parròquies de Jamaica | 9                   | Parròquia de Saint Catherine | 1.192,4        | 482.308       | Spanish Town    |
| Parròquies de Jamaica | 10                  | Parròquia de Saint Mary      | 610,5          | 111.466       | Port Maria      |
| Parròquies de Jamaica | Comtat de Surrey    |                              |                |               |                 |
| Parròquies de Jamaica | 11                  | Parròquia de Kingston        | 21,8           | 96.052        | Kingston        |
| Parròquies de Jamaica | 12                  | Parròquia de Portland        | 814,0          | 80.205        | Port Antonio    |
| Parròquies de Jamaica | 13                  | Parròquia de Saint Andrew    | 430,7          | 555.828       | Half Way Tree   |
| Parròquies de Jamaica | 14                  | Parròquia de Saint Thomas    | 742,8          | 91.604        | Morant Bay      |

## Economia
Jamaica és un important centre turístic regional, el pes econòmic del qual va créixer en els anys 90 amb l'ajuda de substancioses inversions estrangeres. La seva economia se centra a més d'en el turisme, a la producció de sucre i en l'extracció de bauxita, indústria que ja no s'alimenta exclusivament de capital estranger, ja que en 1974 el país va comprar accions a les principals extractores.
L'activitat agrària es dedica al cultiu de productes per a l'exportació, com ara el cafè, el tabac, la banana i la canya de sucre, i també per al consum autòcton. A més, Jamaica és un productor tradicional de pebre. Entre les activitats industrials predominen la transformació de productes agraris, la fabricació de ciment, de fertilitzants, de derivats del petroli i la indústria tèxtil. No obstant això, tota aquesta riquesa no reverteix igualitàriament sobre la població, ja que Jamaica està històricament dominada per una oligarquia de famílies poderoses.

## Jamaicans notables
- Bob Marley
- Paul Bogle
- Samuel Sharpe
- Peter Tosh
- Cudjoe
- Usain Bolt
- George William Gordon

### Emigrants jamaicans
- Patrick Robinson, actor, de pares jamaicans.[25]